# NGC 2867
إن جي سي 2867 (NGC 2867)  هو سديم كوكبي في كوكبة. وقد اكتشفت من قبل جون هيرشيل في 1 أبريل عام 1834. هيرشيل في البداية اعتقدت انه قد يكون العثور على كوكب جديد.

## وصلات خارجية
- هابل لوكالة الفضاء الأوروبية مركز المعلومات – هابل صورة ومعلومات عن NGC 2867

- NGC 2867 على موقع ويكي سكاي: DSS2, SDSS, GALEX, IRAS, Hydrogen α, X-Ray, Astrophoto, Sky Map, Articles and images